# Skylab Rescue
Skylab Rescue var en räddningsflygningsfarkost som stod klar för utrullning till en av startramperna på Kennedy Space Center under Skylab 3s och Skylab 4s flygningar. Besättningen bestod av Vance D. Brand och Don Lind. Man behövde dock aldrig flyga.

## Kommandomodulen
Den Apollokommandomodul som man skulle flyga med var modifierad så att den kunde lyfta med två personers besättning, och återvända till jorden med fem personer.

## Bakgrund
Under Skylab 3:s flygning började två av fyra styrraketer på servicemodulen att läcka bränsle och fick stängas av. Nu hade man endast två fungerande styrraketer kvar, vilket var minimum för att flygningen skulle kunna fortsätta. För att kunna få hem astronauterna även om fler styrraketer skulle sluta fungera, modifierade man den Apollokommandomodul som skulle flyga Skylab 4 och vid ett tillfälle rullade man även ut raketen till LC 39-B.

## Skylab 4
Efter Skylab 3:s flygning återställde man Skylab 4:s kommandomodul, för att sedan modifiera den kommandomodul som senare kom att användas till ASTP, för att kunna flyga som Skylab Rescue för Skylab 4.